# PacWest Racing
PacWest Racing fue un equipo estadounidense de carreras de CART, fue fundado por Bruce McCaw fundada en el año de 1993.

## Historia
Primera temporada completa del equipo fue en 1994, con los pilotos Dominic Dobson y el futuro co-campeón de la IRL Scott Sharp. En 1995, el equipo logra contratar al expiloto brasileño de Fórmula 1 Maurício Gugelmin y con la colaboración de Danny Sullivan, quien sería sustituido al final de la temporada por el piloto argentino sobrino del múltiple campeón del mundo de Fórmula 1, el entonces joven Juan Manuel Fangio II tras una lesión. En 1996, otro piloto procedente de la Fórmula 1, el británico Mark Blundell ocupó el asiento de Juan Manuel Fangio II.
Para la temporada 1997, se convirtió en el mejor del equipo PacWest, obteniendo cuatro victorias (tres victorias de Blundell y la única victoria en la serie CART para Gugelmin en Vancouver). Desde entonces, el equipo fue considerado un equipo importante, y se imaginó que sus siguientes años podría estar en la pelea por el campeonato. Los próximos tres años, sin embargo, resultó ser un fracaso. En el 2001 vio al británico Blundell retirarse después del final de la temporada anterior, sustituido por el campeón de la Indy Lights del año 2000 y futuro campeón de la IndyCar Series y de las mismas 500 millas de Indianápolis el Neozelandés Scott Dixon, quien obtuvo no sólo su primera victoria para el piloto sino la última victoria del equipo en el óvalo de Nazareth, así como Gugelmin también se retiraba tras enterarse sobre la noticia de la muerte de su hijo.
El año 2002 fue el último año de PacWest, en la que el equipo obtuvo nuevos problemas en la que sólo pudo obtener el patrocinio asociado de NTN, ya que el año anterior había perdido el patrocinio de VISA, Nextel y Motorola. El equipo comenzó cuatro carreras con Dixon y Oriol Servia. Después de la tercera carrera, Dixon dejó el equipo para unirse a Chip Ganassi Racing, y Servia logró realizar una carrera adicional antes de McCaw cerrase la organización.

## Su adquisición para KV Racing Technology
Los restos del equipo sirvieron para la creación de un nuevo equipo, el KV Racing Technology. El equipo fue adquirido por Kevin Kalkhoven y Craig Pollock para formar PK Racing. El equipo más tarde seguiría funcionando ahora como KV Racing Technology.

## Curiosidades
Dos coches del equipo PacWest fueron los coches utilizados por los personajes principales Jimmy Bly (#18) y Joe Tanto (#17) para la película automovilismo de Sylvester Stallone de 2001 Driven.

## Pilotos Notables Serie CART IndyCar World Series/Champ Car
- Mark Blundell (1996–2000)
- Scott Dixon (2001–2002)
- Dominic Dobson (1993–1994)
- Teo Fabi (1996)
- Juan Manuel Fangio II (1995)
- Maurício Gugelmin (1995–2001)
- Roberto Moreno (1999)
- Oriol Servia (2002)
- Scott Sharp (1994)
- Danny Sullivan (1995